# Scytodes auricula
Scytodes auricula är en spindelart som beskrevs av Cristina A. Rheims och Antonio D. Brescovit 2000. Scytodes auricula ingår i släktet Scytodes och familjen spottspindlar. Inga underarter finns listade i Catalogue of Life.